# حياة من ورق (فلم)
حياة من ورق (بالتركية: Kağıttan Hayatlar) هو فيلم درامي تركي لعام 2021 من إخراج كان أولكاي وتأليف إركان محمد إردم، الفيلم من بطولة جغطاي أولصوي ، وأمير علي دوغرول، وإرسين أريجي، وتورغي تانولكو، وتورجاي تانوكو، عرض لأول مرة على نتفليكس في 12 مارس 2021.

## القصة
يعمل محمد في جمع القمامة ويعيش في مستودع للقمامة يوفر من خلاله المأوى للعديد من الأطفال الأيتام والمشردين، وحينما يعثر على فتى يبلغ من العمر ثماني سنوات يُسمى علي، يحاول محمد فعل المستحيل لمساعدة الفتى والوصول لعائلته.

## روابط خارجية
- مقالات تستعمل روابط فنية بلا صلة مع ويكي بيانات